# 摂津市立摂津小学校
摂津市立摂津小学校（せっつしりつ せっつしょうがっこう）は、大阪府摂津市にある公立小学校。

## 通学区域
- 摂津市 千里丘東4丁目、庄屋1丁目の一部、千里丘東5丁目（ただし一部を除く）、東正雀、庄屋2丁目、三島3丁目、南千里丘

卒業後は摂津市立第一中学校へ進学する。